# Coal
Coal é uma coletânea de poesias de autoria de Audre Lorde, que foi publicada em 1976. Além disso, foi a primeira coleção de Lorde a ser lançada por uma  editora que possui grande reconhecimento. A poesia de Lorde em Coal buscoou explorar temas associados às várias camadas de sua identidade como "negra, lésbica, mãe, guerreira, poetisa".

## Resumo
O carvão possui cinco sessões em sua composição. ainda que Audre Lorde traga poemas que expressam cada parte de sua identidade, a raça, sobretudo, ocupa um papel significativo em Coal . Uma temática importante da obra é a raiva expressiva de Lorde e relação ao racismo. Para Lorde, expressar sua raiva não era destrutivo. Ao invés disso, Lorde transforma "a raiva pelo racismo em autoafirmação triunfante". Ela direciona as dedicatórias do livro especificamente "Ao Povo do Sol, com a intenção de fazer com que todos possamos compreender da melhor maneira". Para complementar, outra parte significativa do volume explora sua existência enquanto mulher lésbica, amiga e alguém que foi amante no passado, especificamente na seção de número quatro, que consiste em um longo poema com o título de "Martha", que vai descrever a recuperação da ex-amante de Lorde depois de um trágico acidente de carro. :53

### Origem do título
O título do volume em questão, nasce de um poema na primeira seção intitulado "Carvão". É construído em verso livre e na primeira pessoa do singular. A idealização de uma identidade formada por muitas camadas é colocada cmo exemplo neste poema. A verdade por trás da identidade de uma pessoa muitas vezes está escondida atrás de várias camadas que podem gerar certas confusões. Lorde realiza alusão a esse conceito por meio do uso frequente da imagem dupla de um pedaço de carvão e um diamante. Ao narra o poema, Lorde inicia se comparando com um pedaço de carvão.

### Seção I
De fato, existem variedade de tópicos e nuances que estão presentes nos poemas de Lorde. Isso acaba evidenciando o quão ele é multifacetado, e ao mesmo tempo atribui significado ao seu status como uma pessoa que se autointitula como negra, lésbica, mãe, guerreira e poetisa. " "Rites of Passage" é um poema que mostra ter uma preocupação com o princípio masculino e com o poder. Nele, ela lamenta por "seus pais estarem morrendo / cujas mortes não lhes trarão liberdade.":53Este poema, assim como "Pai, Filho e Espírito Santo", "Pousadas São Velhas" e "A Coisa de Mulher" destacam "tentativas de união entre [as mulheres] nesta sociedade  predominantemente patriarcal. " Alguns poemas como "Carvão" e "Geração" mostram a posição de Lorde "como alguém que visualiza um mundo melhor. " O poema "Carvão" é autobiográfico e alegórico em efeito, tendo em vista que "ela não escreveu apenas para si mesma, mas também para seus filhos e mulheres." A autoaceitação no poema pessoal de Lorde de sua identidade afro-americana, busca se unir à autoaceitação e à união entre todas as mulheres de origem afro-americanas, que Lorde pretende que possam chegar até o "lugar de poder dentro de cada uma delas" e "celebrar este poço feminilizado de paixão e criatividade. " O carvão possui uma metáfora para a descendência afro-americana de Lorde. Porém,  "também se associa a Eros e à criatividade; ela comemorou essa fonte a partir do que ela chamou de 'lugar de poder da mulher dentro de cada um de nós. '" A transformação do carvão para diamante representa a aceitação de Lorde sobre a sua identidade, criatividade e imaginação, como "Eu sou negra porque venho do interior da terra, agora acredite em mim como uma joia na luz aberta". :6
A parte dois da coleção parece abordar principalmente o tema da infância. Em "Now That I Am Forever With Child",  a natureza é utilizada como uma metáfora que descreve a sua gravidez, lhes dando um efeito puro e etéreo, ao descrever a criança como algo que está "florescendo de dentro [dela]".:21 Lorde cria a expectativa em seu poema, que a sua filha seja um espírito com liberdade e ao mesmo tempo possua sua independência, associando à característica de Lorde "como alguém que visa um mundo melhor". Em "What My Child Learns of the Sea", existe uma associação que é feita entre sua filha e o mundo natural. Em "Story Books on a Kitchen Table", Lorde narra de forma impressionista seus tempos de infância e as suas experiências com a sua mãe negligente que "de seu ventre de dor... me cuspiu secamente em seu arnês mal ajustado de desespero". :27Em "Poema para um Poeta", o leitor recebe um vislumbre dos métodos de Lorde como escritora e dar destaque para uma referência a um poeta chamado: Randall Jarrell .
A parte de número três da antologia, ´formada a partir de  onze poemas. Todos poemas desta seção discutem predominantemente sobre as experiências de Lorde enquanto esposa e mãe. No poema "A Child Shall Lead", Lorde utiliza algumas imagens que provocam um sensorial  expressivo a respeito das suas preocupações sobre seu filho e o que será dele em tempos futuros. Um outro poema, "Paperweight", descreve suas frustrações com seu casamento heterossexual. No corpo do poema, Lorde faz comparações com o papel a algo que pode consolá-la, porque ela o usa para criar sua poesia. O poema passa a assumir um tom de drama na última estrofe, afirmando "ou dobre-os [papel] todos em um leque de papel / com o qual resfriar o jantar do meu marido".:48
Na parte de número quatro há um único poema em cinco seções com o título de "Martha". Se trata de um poema que tem como objetivo abordar o sofrimento emocional que Lorde vivencia quando sua amiga de muitos anos se encontra no hospital, depois de sofrer um trauma cerebral severo em um acidente de carro. Ainda que o poema seja escrito propriamente na voz de Lorde, ela também introduz alguns diálogos, assim como as declarações que Martha pode ou não ter dito. Ao longo do poema, Lorde mostra a sua própria visão a respeito da vida e da morte, ao mesmo tempo em que se senta do lado de Marthadurante alguns meses. Audre continuou atuando como uma figura relevante na família de Martha no período da sua hospitalização, auxiliando no cuidado com os filhos pequenos de Martha para que o marido dela pudesse ficar com ela no hospital e acompanhando o marido de Martha na formatura da filha na 6ª série. O último verso do poema diz: "Você não pode chegar mais perto da morte do que esta Martha / o mais perto que você chegou de viver":62deixando em aberto se Martha realmente morre ou não. Martha de fato sobreviveu ao acidente e passou a levar uma vida plena, porém limitada, com sua família.

### Seção V
A seção cinco e última de todo o volume de Lorde prioriza acima de tudo a perda, o luto e a comemoração. A reação pessoal de Lorde em relação ao amor não correspondido é um tema que marca esta seção. Existe um tom de tristeza em todos os seus poemas. Em "The Songless Lark", um dos poemas menores de Lorde na obra, o narrador chora a ida de um ente querido, declarando o seguinte: "O sol brilha tão intensamente na colina / antes de você ir embora.":67Lorde se mostra em um tom sombrio ao terminar o volume. O penúltimo poema do livro, "Segunda Primavera", se inicia da seguinte forma: "Não temos mais paixões para amar a primavera / que sofremos o outono como nós, solitários" e a acaba o poema com "enquanto estávamos parados / perturbados pelo lamento do outono / nos amarrando com o amor frio." :69A ultilizção de imagens sazonais por Lorde parece insinuar a passagem do tempo, mas há uma falta de crescimento e desenvolvimento no poema. O orador começa declarando que não tem mais paixões e termina ficando no frio.

## Respostas críticas
Coal recebeu críticas em grande maioria positivas, especialmente entre seus pares e outras poetisas.

Black, lesbian, mother, urban woman: None of Lorde's selves has ever silenced the others; the counterpoint among them is often the material of her strongest poems.— Marilyn Hacker
In poetry that is as compelling for its ethical vision as for its language, Lorde dares to imagine a changed world.— San Francisco Chronicle